# Krumbach (Basse-Autriche)
Pour les articles homonymes, voir Krumbach.
Krumbach est une commune autrichienne du district de Wiener Neustadt-Land en Basse-Autriche.